# Al Hasan al-Yami
Al Hasan al-Yami est un footballeur saoudien né le 21 août 1972 à Khafji. Il évolue en sélection avec son pays et a participé à la Coupe du monde de football 2002.